# Wadim Jepanczincew
Wadim Siergiejewicz Jepanczincew, ros. Вадим Сергеевич Епанчинцев (ur. 16 marca 1976 w Orsku) – rosyjski hokeista, trener.

## Kariera zawodnicza
- Jużnyj Urał Orsk (1992–1993)
- Spartak Moskwa (1993–1997)
- Hampton Roads Admirals (1997–1998)
- Cleveland Lumberjacks (1997–1998)
- Mietałłurg Nowokuźnieck (1998–2000)
- Siewierstal Czerepowiec (2000–2003)
- Ak Bars Kazań (2003–2005)
- Chimik Mytiszczi (2005−2006)
- CSKA Moskwa (2006–2009)
- Dinamo Moskwa (2009–2010)
- Atłant Mytiszczi (2010)
- Nieftiechimik Niżniekamsk (2010)
- Atłant Mytiszczi (2010–2011)

Wychowanek klubu Jużnyj Urał w rodzinnym mieście Orsk. Następnie w 1993 został zawodnikiem Spartaka Moskwa. W tym czasie grał w juniorskich kadrach Rosji, a w drafcie NHL z 1994 został wybrany przez Tampa Bay Lightning. W 1997 wyjechał do USA i przez rok grał w ligach ECHL i IHL, jednak nie zadebiutował w NHL. Po powrocie do ojczyzny występował w zespołach superlidze rosyjskiej, a od 2008 KHL. Od 2010 grał w Atłancie Mytiszczi, po czym w kwietniu 2011 zakończył karierę.

## Kariera trenerska
- Spartak Moskwa (2011), asystent trenera
- Mytiszczinskije Atłanty (2012), trener
- Ałtanty Mytiszczi (2012−2013), asystent trenera
- MHK Spartak Moskwa (2013–2014), asystent trenera
- MHK Spartak Moskwa (2014–2015), główny trener
- MHL Red Stars (2014/2015), asystent trenera
- Saryarka Karaganda (2015), asystent trenera
- Saryarka Karaganda (2015–2017), główny trener
- Spartak Moskwa (2017–2018), główny trener
- Jugra Chanty-Mansyjsk (2019-2022), główny trener
- Amur Chabarowsk (2022-2023), główny trener
- Jugra Chanty-Mansyjsk (2023-), główny trener

Tuż po zakończeniu kariery w kwietniu 2011 został asystentem trenera w Spartaku, gdzie był trenerem napastników. Funkcję pełnił do grudnia 2011. W styczniu 2012 został szkoleniowcem juniorskiej drużyny Mytiszczinskije Atłanty występującej w rozgrywkach MHL. Później pracował w tej lidze z juniorską drużyną Spartaka Moskwa. Od 2015 asystent trenera kazachskiego zespołu Saryarka Karaganda w rosyjskiej lidze WHL. We wrześniu 2015 został pierwszym trenerem tej drużyny. Od kwietnia 2017 główny trener Spartaka Moskwa w KHL. W październiku 2018 zwolniony. W kwietniu 2019 został szkoleniowcem Jugry. W maju 2022 został ogłoszony głównym trenerem Amura Chabarowsk. W maju 2023 odszedł z tego stanowiska. W maju 2023 został ponownie szkoleniowcem Jugry Chanty-Mansyjsk.

## Sukcesy
Reprezentacyjne
- Srebrny medal mistrzostw Europy juniorów do lat 18: 1994
- Srebrny medal mistrzostw świata juniorów do lat 20: 1995
- Brązowy medal mistrzostw świata juniorów do lat 20: 1996

Klubowe
- Kelly Cup – mistrzostwo ECHL: 1998 z Hampton Roads Admirals
- Srebrny medal mistrzostw Rosji: 2003 z Siewierstalą Czerepowiec, 2011 z Atłantem Mytiszczi
- Brązowy medal mistrzostw Rosji: 2004 z Ak Barsem Kazań

Indywidualne
- Mistrzostwa Europy juniorów do lat 18 w hokeju na lodzie 1994:
  - Drugie miejsce w klasyfikacji strzelców turnieju: 5 goli
  - Trzecie miejsce w klasyfikacji kanadyjskiej turnieju: 10 punktów[12]
- Superliga rosyjska w hokeju na lodzie (2002/2003):
  - Złoty Kask (przyznawany sześciu zawodnikom wybranym do składu gwiazd sezonu)
  - Nagroda Dżentelmen na Lodzie
- Superliga rosyjska w hokeju na lodzie (2003/2004):
  - Pierwsze miejsce w klasyfikacji +/− w sezonie zasadniczym: +29

Klasyfikacje
- Piąte miejsce w łącznej klasyfikacji asystentów mistrzostw Rosji: 311 asyst